# Közönséges mocsáriantilop
A közönséges mocsáriantilop (kob, Kobus kob) az emlősök (Mammalia) osztályának párosujjú patások (Artiodactyla) rendjébe, ezen belül a tülkösszarvúak (Bovidae) családjába és a nádiantilop-formák (Reduncinae) alcsaládjába tartozó faj.
Világszerte ismert neve, a kob a Szenegál, Gambia és Mauritánia vidékén beszélt wolof nyelvből származik.

## Előfordulása, élőhelye
A közönséges mocsáriantilop Közép-Afrika északi részén, a Szaharától délre honos antilopfaj. A faj őshonos Benin, Burkina Faso, Kamerun, a Közép-afrikai Köztársaság, Csád, a Kongói Köztársaság, a Kongói Demokratikus Köztársaság, Elefántcsontpart, Etiópia, Egyenlítői-Guinea Guinea, Ghána, Mali, Niger, Nigéria, Szenegál, Szudán, Togo és Uganda területén. Gambia, Kenya és Tanzánia egyes területeiről már eltűnt, jelenléte Mauritánia és Sierra Leone területén bizonytalan.

## Alfajai
- Kobus kob adolfi Lydekker & Blaine, 1914
- Kobus kob bahrkeetae Schwarz, 1913
- Kobus kob kob Erxleben, 1777
- fehérfülű kob (Kobus kob leucotis) Lichtenstein & Peters, 1853 – Szudánban és Etiópiában
- Kobus kob pousarguesi Neumann, 1905
- Kobus kob riparia Schwarz, 1914
- ugandai kob (Kobus kob thomasi) P. L. Sclater, 1896 – Uganda területén élő alfaj
- Kobus kob ubanguiensis Schwarz, 1913

## Megjelenése, felépítése
Marmagassága 70–105 centiméter, testhossza 125–180 centiméter, tömege 50–120 kilogramm. Sima, fényes szőrzete aranybarna a hátán gesztenyebarna árnyalattal, a hasa élénkfehér. Az idősebb bikák sötétebbek; a fehérfülű Kobus kob leucotis alfaj mély mahagóni színű lesz. Fehér pofarajzolatai közt feltűnő a szeme körüli gyűrű, a füle belseje és a torkán lévő folt. Lábának külső oldalán végig egy függőleges fekete csík húzódik, a belseje pedig fehér. Fekete csúcsban végződő, bozontos farkának alsó oldala fehér. Csak a hímeknek van szarva — ez „S”-alakú és gyűrűs; a szarv először élesen hátrafelé hajlik, majd felfelé görbül, hossza elérheti a 40–69 cm-t. A kelet-afrikai közönséges mocsárantilopok közül az ugandai alfaj, a Kobus kob thomasi Uganda címerállata.

## Életmódja, élőhelye
A közönséges mocsárantilop a nyirkos területeket, pl. az ártereket kedveli, ott bőséges táplálékot talál. Nappal aktív, de a legmelegebb órákban pihen. Csoportosan él, az 5-40 létszámú csoportok vagy csak nőstényekből és borjakból, vagy csak hímekből állnak..
A felnőtt bikák territoriálisak, bár az védett területük mérete nagyban függ az élőhelytől és a populáció sűrűségétől — ez az élőhelytől függően négyzetkilométerenként 8–124 egyed lehet. Szudán délkeleti részén a novembertől áprilisig tartó száraz évszakban hatalmas csordák gyűlnek össze az itatóhelyek környékén, ilyenkor az egyedsűrűség elérheti négyzetkilométerenként az 1000-et is.
A sűrű csoportokban foglalt kis területek az úgynevezett lek (a svéd eredetű szó hozzávetőleges jelentése „játszótér”). Egy-egy 200 m körüli átmérőjű lekben 12–15 nagyjából kör alakú, 15–30 méteres egyedi területet jelölnek ki és foglalnak. A bikák nem jelölik meg területüket, hanem folytonosan járőröznek annak határán, és időnként hangos, füttyszerű hangot hallatnak. Egy-egy bika néhány naptól több hónapig tartó ideig tudja megtartani a területét.

### Táplálkozása

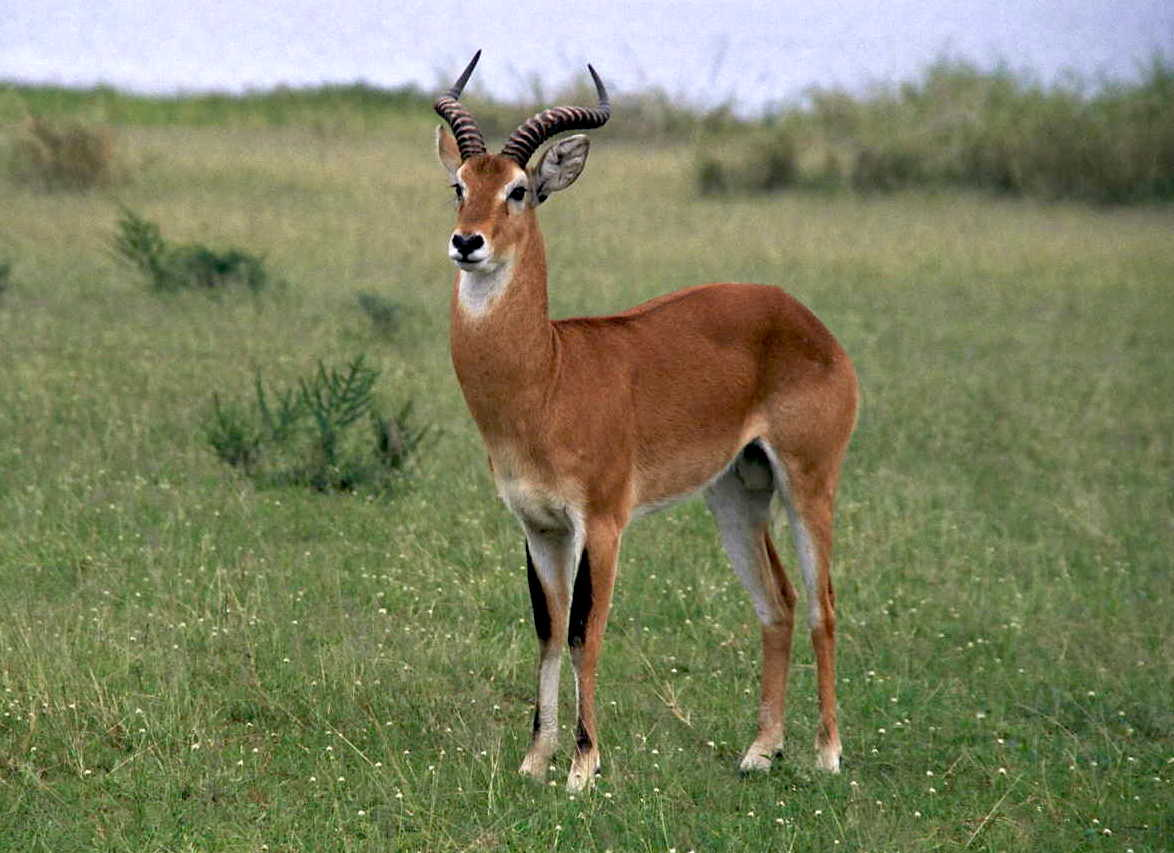
Közönséges mocsárantilop (Kobus kob)

A közönséges mocsárantilop legelésző állat, fűvel táplálkozik, emiatt a nedves területeket és a szavannákat kedveli. A rövid füvet legeli, ezért függ az olyan nagy testű állatoktól, mint a nílusi víziló, a kafferbivaly, vagy a gnú, ezeket követi. Egyes területekre napról napra, sőt évről évre is visszajár.

### Vándorlása
A Szudán déli részén és Etiópiában élő fehérfülű Kobus kob leucotis alfaj csaknem egymillió példányának 1500 km-es vándorlása összemérhető a Serengeti csordáinak vándorlásával. A 25 évig tartó szudáni háború végén, 2005-ben úgy vélték, hogy a faj létszáma jelentősen csökkent, de 2007 januárjában ismét hatalmas csordákat figyeltek meg.
„Látván nap mint nap a repülőgépem alatt hömpölygő fehérfülű kobok ezreit és ezreit és ezreit, úgy éreztem magam, mintha meghaltam volna és életem leghihetetlenebb álmát álmodnám.” – J. Michael Fay, National Geographic

### Viselkedése
Viselkedésének tanulmányozása nagy hatással volt az etológia fejlődésére. Robert Ardrey Helmut K Buechner kutatásaira alapozva több kulcsfontosságú viselkedésmódot ír le :
- A közönséges mocsáriantilop hímje soha nem a nőstényért, hanem a területért verseng.
- A közönséges mocsáriantilop kedvenc tartózkodási helyén, a leken, a terület „tulajdonosa” csaknem mindig megnyer bármilyen küzdelmet.
- A tulajdonos pszichológiai előnye csökkenti a konkrét harc bekövetkeztét és súlyosságát.
- A közönséges mocsáriantilop hímjei közötti ellentét a kedvenc tartózkodási helyre korlátozódik.
- A párosodás csak a kedvenc tartózkodási helyen történik.
- A közönséges mocsáriantilop populációi nem keverednek.
- A földterülethez való ragaszkodás erősebb, mint a nőstények csordájához való ragaszkodás.

### Szaporodása

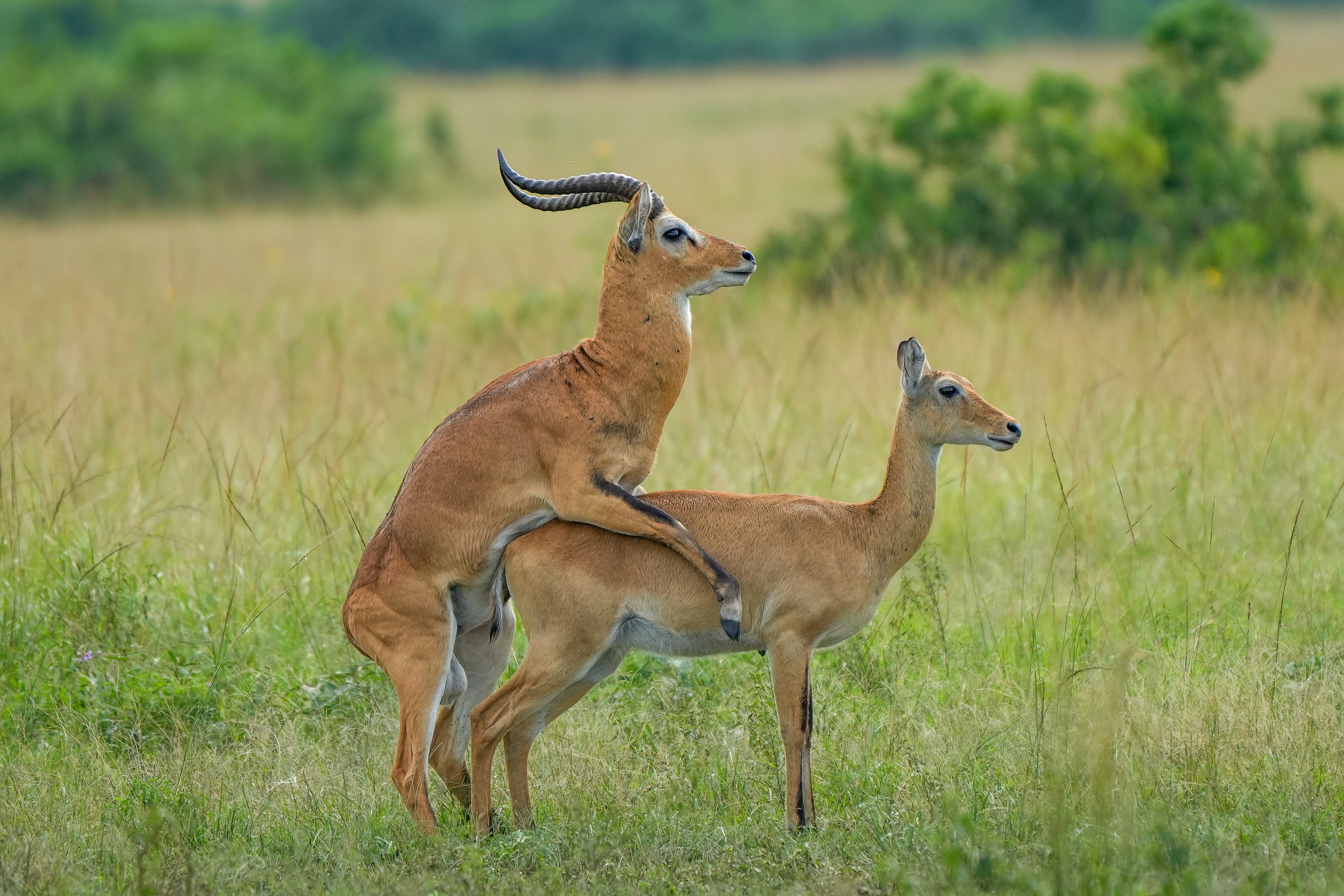
Párzó példányok

A nőstények 13 hónapos korukra, a hímek 18 hónapos korukra érik el az ivarérettséget. Az ivarérettséget elérő hímek általában elhagyják a csordát és kijelölik saját lekjüket. A nőstény 7,5-9 hónapnyi vemhességet követően egy utódnak ad életet. Bár az ellések az év bármely szakában bekövetkezhetnek, a száraz területeken az esős évszak végén, szeptember-októberben érik el a maximumot. Az ellés után a fiatal borjak mintegy hat hétig rejtőzködnek, ezután követik anyjukat. Az elválasztás 6-7 hónapos korukban következik be.

## Természetvédelmi helyzete
Bár a közönséges érzékeny a vadászatra és élőhelyének elvesztésére, ha hatékonyan védik, gyorsan helyreállítja létszámát.
A védett területek létfontosságúak a faj fennmaradásához. Ilyen területek: Szenegálban a Niokolo-Koba Nemzeti Park, Elefántcsontparton a Comoé Nemzeti Park, Burkina Fasóban az Arly-Singou Nemzeti Park, Burkina Fasóban és Beninben a Pendjari Nemzeti Park, Ghánában a Mole Nemzeti Park és a Bui Nemzeti Park, Kamerunban a Waza Nemzeti Park, Benoué Nemzeti Park és a Faro Nemzeti Park, Csádban a Zakouma Nemzeti Park, a Közép-afrikai Köztársaságban pedig a Manovo-Gounda St. Floris Nemzeti Park és Sangha Nemzeti Park (a Kongói Köztársasággal és Kamerunnal közös).
A fehérfülű kobnak csak kevesebb mint 1%-a él védett területen, ilyen területek Szudán délkeleti részén a Boma és Badingilo Nemzeti Parkok. Az utóbbi felmérések azt igazolják, hogy a polgárháború ellenére a fehérfülű alfaj nagy létszámban átvészelte a polgárháborút.
Az ugandai kob jelentős létszámban található a Kongói Demokratikus Köztársaság területén fekvő Garamba és Virunga Nemzeti Parkokban, valamint az ugandai Queen Elizabeth és Tore-Semliki Nemzeti Parkokban.